# السرة (إب)

تعديل مصدري - تعديل

السرة هي إحدى قرى عزلة شعب يافع بمديرية إب التابعة لمحافظة إب، بلغ تعداد سكانها 273 نسمة حسب تعداد اليمن لعام 2004.